# Mance Lipscomb
Mance Lipscomb, fue un cantante y guitarrista de blues, nacido en Navasota, Texas, el 9 de abril de 1895, y fallecido en el mismo lugar, el 30 de enero de 1976.
Inicialmente, Mance tocaba el violín, en fiestas campestres y salas de baile, y solo comenzó a tocar la guitarra mucho más tarde. Era un verdadero músico folk, que incluía en su repertorio no solo blues, sino también rags, gospel, baladas..., todo ello en un estilo ligero y bailable, con una técnica autodidacta y original en la guitarra. Entre sus temas más populares, estaban Buck and wing, que era una danza típica de las plantaciones (su padre había sido esclavo en ellas), y Heel and toe polka.
Siempre vivió en su pueblo natal, cuidando su parcela agrícola. En 1959, con más de 60 años, grabó su primer disco para Reprise. El éxito del mismo entre los folkies, le permitió actuar en numerosos festivales, sin por ello dejar su granja de Texas. Grabó además varios discos de gran calidad para Arhoolie Records y dictó su autobiografía, editada en Estados Unidos bajo el título de I say me for a parable.